# Trnavac (Serbia)
Trnavac (cyr. Трнавац) – wieś w Serbii, w okręgu zajeczarskim, w mieście Zaječar. W 2011 roku liczyła 391 mieszkańców.